# Jesus Rodrigues
Jesus Rodrigues Alves (Rio de Janeiro, 9 de abril de 1959) é um político brasileiro com atuação no Piauí, filiado ao Solidariedade (SD).
Foi deputado federal daquele estado pelo Partido dos Trabalhadores (PT). Em 2014 não foi candidato e em 2015 filiou-se ao PSOL.